# Akçe

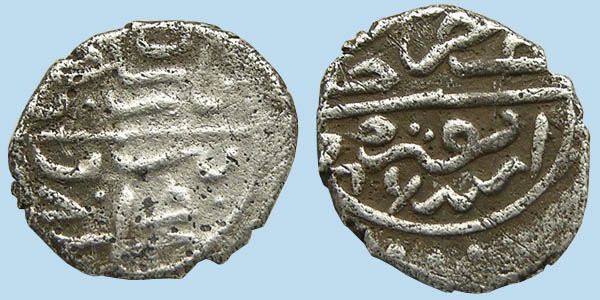
Akçe van sultan Bayezid II uit 1508

De akçe (spreek uit 'Aktsje') was de munteenheid van het Osmaanse Rijk. Akçes waren zilveren munten die aanvankelijk 2,9 gram wogen.
De akçe werd in de 13e eeuw ingevoerd door sultan Osman I, de stichter van het Ottomaanse Rijk om de onafhankelijkheid van de Seltsjoeken te beklemtonen, als concurrent van de in Arabische landen gebruikte dirham. Als voorbeeld gebruikte hij munten van de Byzantijnse heersers van Trebizonde.
In 1554 introduceerde Mehmet II een tweede munt, de gouden altın. Eén altın was 60 akçes waard. 
De bouw van de Süleymaniye-moskee kostte in 1550 59 miljoen akçes, wat toen gelijk was aan 700.000 Venetiaanse gouden dukaten.
Onder Ahmed III (1703-1730) werd een nieuwe munt ingevoerd, de para, die drie akçe waard was, en de  kuruş van 120 akçe, die in Europa meestal 'piaster' genoemd werd. Onder Mahmut II (1808-1839) werd de laatste akçe geslagen. Door de inflatie bevatte een akçe toen minder dan 0,01 g zilver.